# Eleição municipal de Araguaína em 2016
A eleição municipal de Araguaína em 2016 foi realizada para eleger um prefeito, um vice-prefeito e 17 vereadores no município de Araguaína, no estado brasileiro do Tocantins. Foram eleitos para os cargos de prefeito(a) e vice-prefeito(a), respectivamente Ronaldo Dimas e Fraudneis Fiomare Rosa.
Seguindo a Constituição, os candidatos são eleitos para um mandato de quatro anos a se iniciar em 1º de janeiro de 2017. A decisão para os cargos da administração municipal, segundo o Tribunal Superior Eleitoral, contou com 102.878 eleitores aptos e 16.153 abstenções, de forma que 15.7% do eleitorado não compareceu às urnas naquele turno.

## Antecedentes
Na eleição municipal de 2012, no primeiro turno, Ronaldo Dimas, do PR e integrante do "Juntos Por Araguaína" , derrotou a candidata Valderez Castelo Branco do PP e membro da coligação "Trabalho Progresso e Fé" . O prefeito foi eleito com 61,98% dos votos válidos.

## Campanha
A campanha de 2016 realizada por Dimas prometeu transformações para a cidade que refletem no estado do Tocantins, prometendo melhoras para a área urbana e uma esperança para o futuro. Afirmou em entrevista ao Jornal Anhanguera que sua primeira medida seria continuar os projetos e obras que se iniciaram em sua primeira gestão e estavam em andamento.
Na mesma entrevista, foi questionado sobre a abertura das clínicas do povo e da clínica da mulher, bem como em relação as UPAs (Unidades de Pronto Atendimento), ideia que havia sido prometida em sua campanha de 2012. O candidato declarou falta de recursos como uma das causas da não efetivação do projeto. Cogitou, para seu mandato de 2016, a abertura de um novo Hospital Municipal da Criança, no qual seriam realizados o pronto-atendimento infantil, desafogando o excesso de atendimentos de urgência.
Em outubro de 2016, logo após terem sido eleitos, Ronaldo Dias e seu vice Fraudneis Fiomare foram multados pela Justiça Eleitoral, acusados de utilizar servidores públicos na campanha para eleições municipais. O valor da multa é de R$ 53,2 mil para cada um.
A coligação do prefeito Ronaldo Dias, "Araguaína sem Parar", entrou com recurso junto ao Tribunal Regional Eleitoral para  rever a multa imposta, tanto ao prefeito, quanto ao vice.

## Resultados

### Eleição municipal de Araguaína em 2016 para Prefeito
A eleição para prefeito contou com 7 candidatos em 2016: Paulo Roberto da Silva do Partido Popular Socialista, Ronaldo Dimas Nogueira Pereira do Partido da República, Olyntho Garcia de Oliveira Neto do Partido da Social Democracia Brasileira, Mayst Marcos de Sousa Santos do Partido Socialismo e Liberdade, Valderez Castelo Branco Martins do Progressistas, Elineide da Consolação Goes da Silva do Rede Sustentabilidade, Charlles Pita de Arruda do Patriota (Brasil) que obtiveram, respectivamente, 2 930, 32 522, 17 052, 657, 24 598, 1 282, 827 votos. O Tribunal Superior Eleitoral também contabilizou 15.7% de abstenções nesse turno.
| Candidato(a)                                | Vice                                | Coligação                             | Votos recebidos | Percentual |
| ------------------------------------------- | ----------------------------------- | ------------------------------------- | --------------- | ---------- |
| Ronaldo Dimas Nogueira Pereira (PR)         | Fraudneis Fiomare Rosa              | Araguaina Sem Parar                   | 32522           | 40.72%     |
| Valderez Castelo Branco Martins (PP)        | Nahim Hanna Halum Filho             | Unidos Por Araguaina                  | 24598           | 30.8%      |
| Olyntho Garcia de Oliveira Neto (PSDB)      | João Batista Xavier                 | O Novo Tem Força                      | 17052           | 21.35%     |
| Paulo Roberto da Silva (PPS)                | Jose Paulo Couto                    | A Esperança do Povo                   | 2930            | 3.67%      |
| Elineide da Consolação Goes da Silva (REDE) | Josenildes Xavier de Oliveira Cunha | Rede Sustentabilidade (sem coligação) | 1282            | 1.61%      |
| Charlles Pita de Arruda (PATRI)             | Antonio Rubens Aires de Alencar     | Patriota (sem coligação)              | 827             | 1.04%      |
| Mayst Marcos de Sousa Santos (PSOL)         | Fagner Moura Vitalino               | O Povo Tem Vez e Voz                  | 657             | 0.82%      |

### Eleição municipal de Araguaína em 2016 para Vereador
Na decisão para o cargo de vereador na eleição municipal de 2016, foram eleitos 17 vereadores com um total de 82 174 votos válidos. O Tribunal Superior Eleitoral contabilizou 1 772 votos em branco e 2 779 votos nulos. De um total de 102 878 eleitores aptos, 16 153 (15.7%) não compareceram às urnas .
| Nome                            | Partido político                                | Coligação                           | Votos recebidos | Percentual |
| ------------------------------- | ----------------------------------------------- | ----------------------------------- | --------------- | ---------- |
| Terciliano Gomes Araujo         | Solidariedade (SD)                              | A Transformação Continua            | 2134            | 2.6%       |
| Marcus Marcelo de Barros Araujo | Partido da República (PR)                       | A Transformação Continua            | 2005            | 2.44%      |
| Israel Gomes da Silva           | Partido Democrático Trabalhista (PDT)           | Araguaina do Jeito Que a Gente Quer | 1962            | 2.39%      |
| Enoque Neto Rocha de Souza      | Partido Social Liberal (PSL)                    | Um Novo Caminho                     | 1942            | 2.36%      |
| Geraldo Francisco da Silva      | Movimento Democrático Brasileiro (MDB)          | Corrente da Vitória                 | 1775            | 2.16%      |
| Gilmar Oliveira Costa           | Partido Social Cristão (PSC)                    | Um Novo Caminho                     | 1673            | 2.04%      |
| Aldair da Costa Sousa           | Partido da República (PR)                       | A Transformação Continua            | 1585            | 1.93%      |
| Edimar Leandro da Conceiçao     | Partido Republicano Progressista (PRP)          | Araguaina do Jeito Que a Gente Quer | 1440            | 1.75%      |
| José Ferreira Barros Filho      | Movimento Democrático Brasileiro (MDB)          | Corrente da Vitória                 | 1423            | 1.73%      |
| Divino Junior do Nascimento     | Partido Republicano da Ordem Social (PROS)      | Araguaina do Jeito Que a Gente Quer | 1351            | 1.64%      |
| Alcivan José Rodrigues          | Partido Progressista (PP)                       | Corrente da Vitória                 | 1273            | 1.55%      |
| Gideon da Silva Soares          | Partido Renovador Trabalhista Brasileiro (PRTB) | Segue em Frente Araguaina           | 1128            | 1.37%      |
| Wagner Enoque de Souza          | Partido Republicano Brasileiro (PRB)            | Unidos Para Vitória                 | 1102            | 1.34%      |
| Maria José Cardoso Santos       | Partido da Social Democracia Brasileira (PSDB)  | O Novo Tem Força 2                  | 1064            | 1.29%      |
| Leonardo Lima Silva             | Partido Renovador Trabalhista Brasileiro (PRTB) | Segue em Frente Araguaina           | 1063            | 1.29%      |
| Carlos da Silva Leite           | Democracia Cristã (DC)                          | Todos por Araguaína                 | 989             | 1.2%       |
| Delaite Rocha da Silva          | Partido da Social Democracia Brasileira (PSDB)  | O Novo Tem Força 2                  | 809             | 0.98%      |

## Análise
Pela segunda vez consecutiva, Dimas toma posse de seu mandato de Presidente de Araguaína com 40,72% dos votos válidos.
Ronaldo Dimas investiu na ideia de que a cidade passava por  problemas e precisava de transformações e da continuidade de projetos já iniciados por ele na primeira gestão. Em uma matéria do G1 foi publicada uma declaração do candidato durante comemoração "Agora, a nossa luta é para melhorar a cada dia e fazer dessa cidade nos próximos quatro anos, a cidade mais linda e mais organizada do estado".
A posse foi realizada no salão de eventos Glamour do Lago, em Araguaína, norte do Tocantins.  Após a posse, os vereadores foram para a câmara municipal para eleger a mesa diretora.